# Plemyria abbreviata
Plemyria abbreviata är en fjärilsart som beskrevs av Adrian Hardy Haworth 1802. Plemyria abbreviata ingår i släktet Plemyria och familjen mätare. Inga underarter finns listade i Catalogue of Life.